# Piper klugii
Piper klugii är en pepparväxtart som beskrevs av Truman George Yuncker. Piper klugii ingår i släktet Piper och familjen pepparväxter. Inga underarter finns listade i Catalogue of Life.